# Antirhea inaequalis
Antirhea inaequalis là một loài thực vật có hoa trong họ Thiến thảo. Loài này được Chaw mô tả khoa học đầu tiên năm 1992.